# Columbina talpacoti
La tortolita, tierrerita cómo predomina más a nivel mundial, torcacita, columbina colorada, palomita colorada, torcacita colorada, tortolita colorada, tortolita rojiza, turquita rojiza, torcacita rojiza, tórtola rojiza, palomita rojiza, tortolita castaña, palomita castaña, tortolita caminera, tortolita canela, palomita talpacoti, chocolatera, abuelita o cocochita (Columbina talpacoti) es una pequeña Columbinae de América.
Vive desde México hasta el norte de Argentina y Uruguay; también la encontramos en Puerto Rico, en Trinidad y Tobago y también en Colombia y con registros en Chile y Panamá. En ocasiones se puede ver tan al norte como en el sudeste de los Estados Unidos en el Sur de Tejas y en el Sur de California; principalmente durante el invierno. 
La Tortolita es muy común en las zonas de rastrojos y otros páramos abiertos. 
Por lo general, construye un nido de ramitas en las copas de los árboles donde pone dos huevos blancos. La incubación lleva entre 12 a 13 días con 12 a 14 días complementarios para el emplumaje de los polluelos. Ocasionalmente puede incubar un tercer pichón.
Su vuelo es rápido y directo, con aleteos regulares y ocasionalmente con movimientos vigorosos y rápidos de las alas, que son característicos de las palomas en general. 
La Tortolita es una paloma de cola corta, que mide 17 cm con un peso de aproximadamente 47 g. Los machos adultos tienen la cabeza y el cuello gris pálido, con manchas negras debajo de las alas; la cola es negruzca y la parte inferior de las alas es canela y negro. Las hembras son gris oscuro, por lo general coloradas y con menos contraste entre la cabeza y el cuerpo que el macho.

## Galería de imágenes

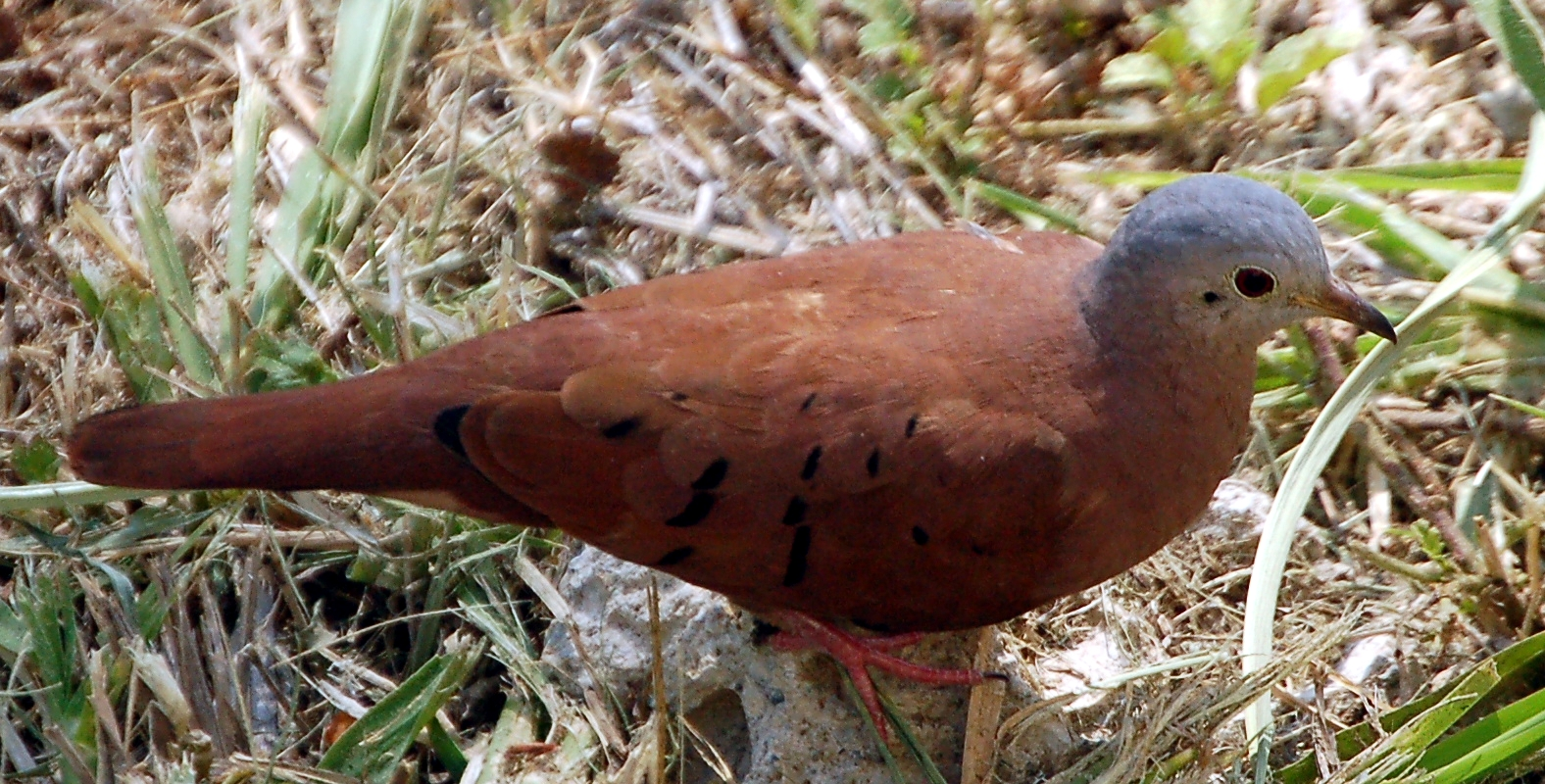
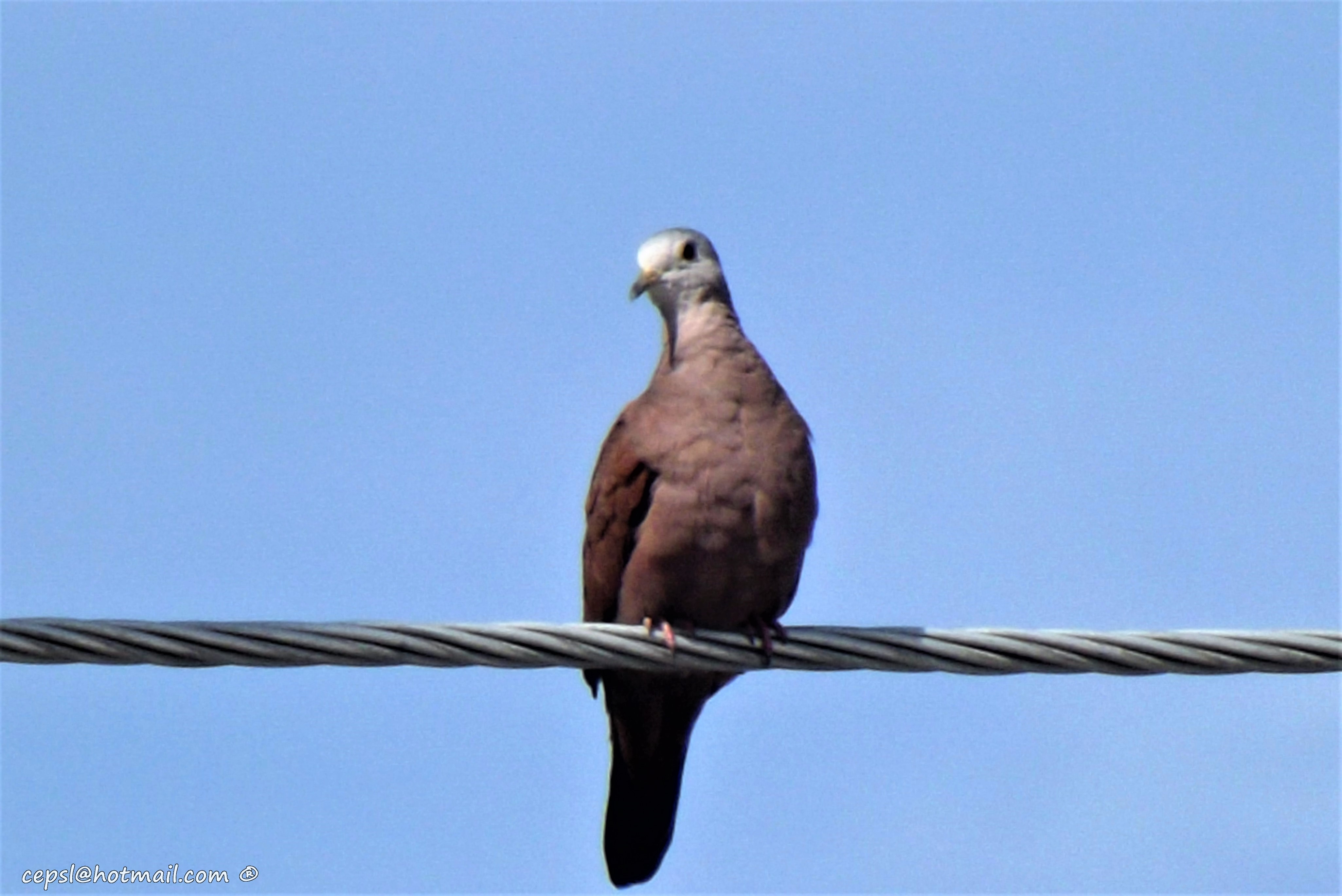
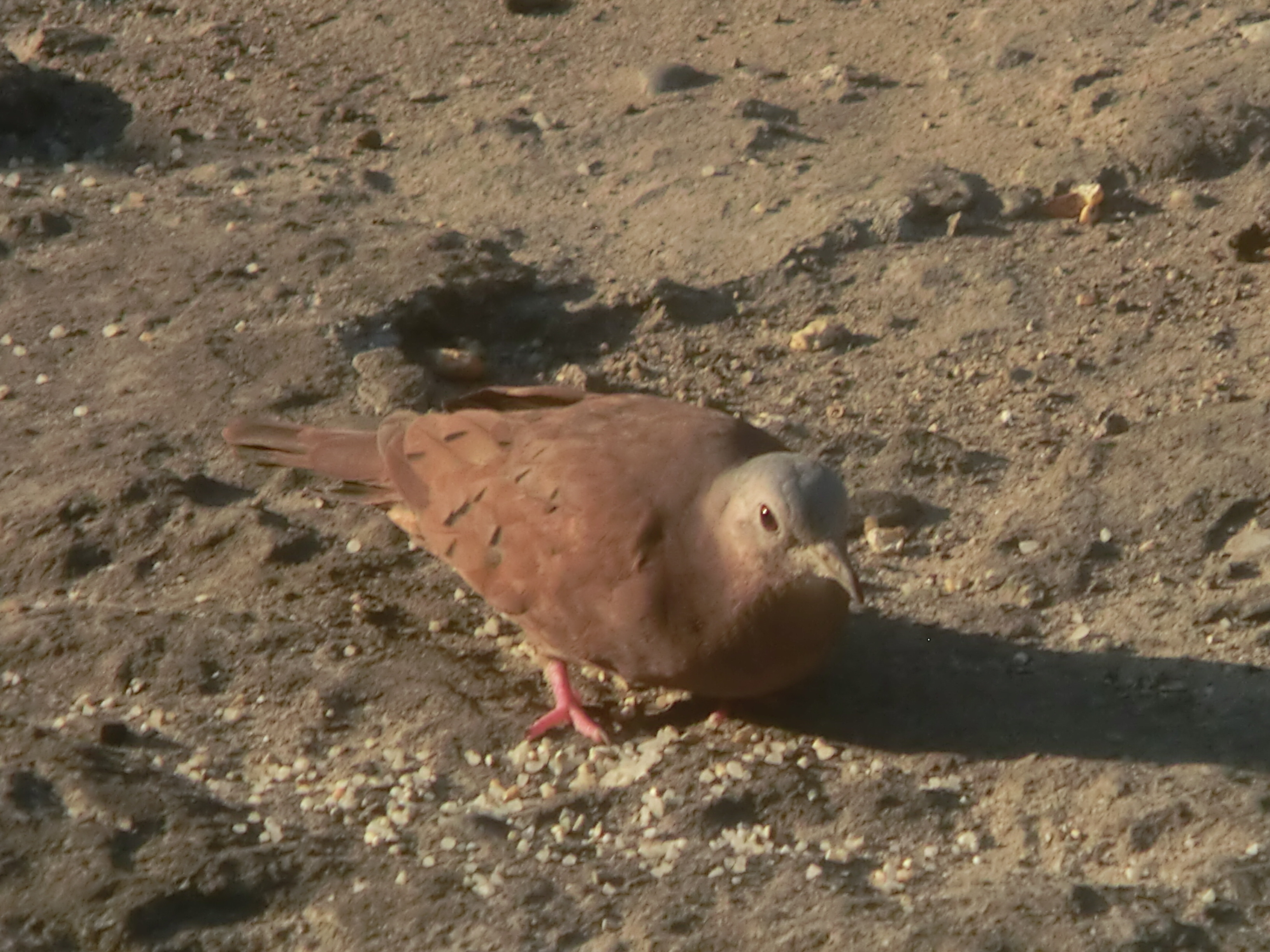
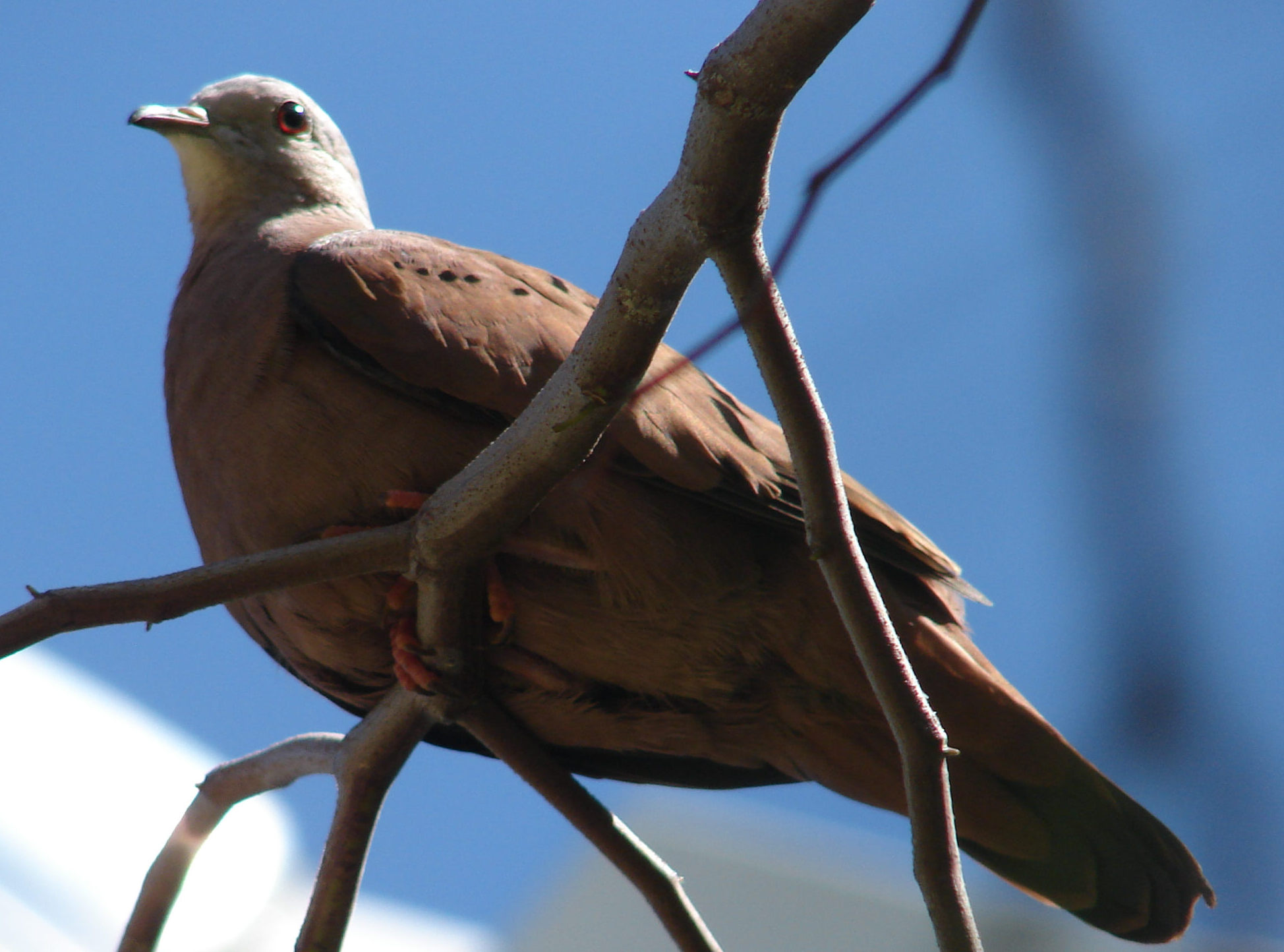
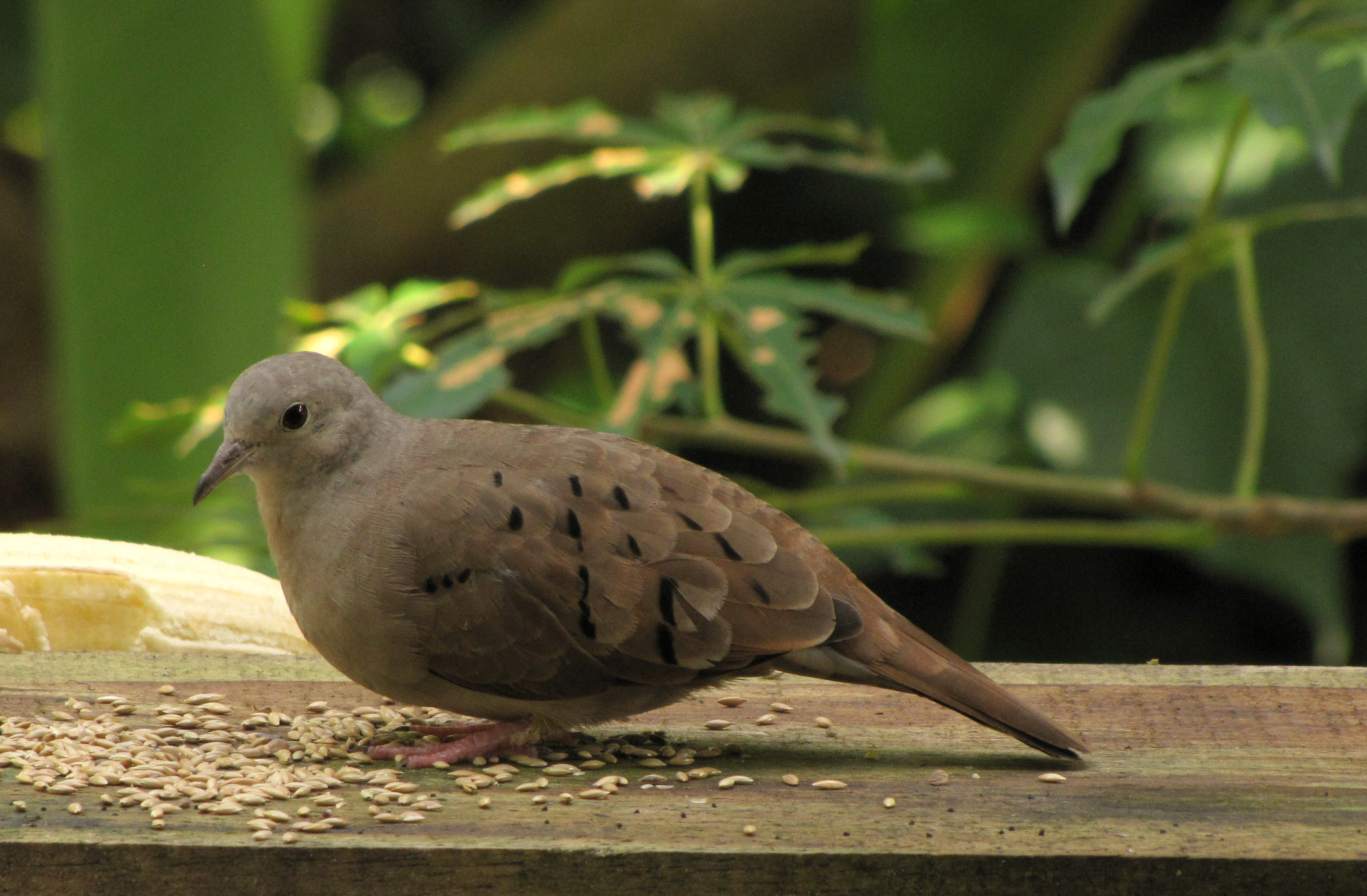

## Sub-especies
- Columbina talpacoti talpacoti
- Columbina talpacoti eluta'
- Columbina talpacoti rufipennis
- Columbina talpacoti caucae